# Грб Туниса
Грб Туниса је званични хералдички симбол афричке државе Туниске Републике. Грб је усвојен јуна 1956. године, неколико месеци након стицања независности. Дизајн грба потиче још од 1889. године.

## Опис
Грб се састоји од златног штита изнад којег су у белом кругу црвени полумесец и звезда, симболи ислама који су присутни и на националној застави.
Грб је подељен у три поља. У горњем се налази карташки брод који плови морем, а симбол је слободе. Брод уједно представља и древну историју Картаге која се налазила на подручју данашњег Туниса. У доњем десном пољу стоји лав који држи сабљу, симбол реда, а поред је вага, симбол правде. Ови мотиви су уједно и утеловљење државног гесла „слобода, ред, правда“.
Горње и доња два поља дели трака на којој је исписано државно гесло на арапском језику.
Ранија верзија грба имала је поља на штиту обојана плавом, црвеном и златном бојом.